# Nordlys (Zeitung)
Nordlys (norwegisch für Nordlicht bzw. Polarstern) ist eine Tageszeitung, die in der nordnorwegischen Stadt Tromsø herausgegeben wird. Sie erreicht täglich eine Auflage von mehr als 24.400 Exemplaren.
Nordlys ist die größte Zeitung in Nordnorwegen. Sie bietet häufig ein Forum für die wichtigsten Debatten im Landesteil und konzipiert sich als Regionalzeitung für ganz Nordnorwegen. Hauptsächlich berichtet die Zeitung jedoch von Ereignissen, die in Tromsø oder Troms stattfinden.
Chefredakteur ist Anders Opdahl. Neben dem Redaktionssitz in Tromsø hat Nordlys Büros an drei anderen nordnorwegischen Orten und arbeitet mit anderen Zeitungen aus den Gegenden Nordland und Finnmark eng zusammen. Das Blatt wurde auf der Insel Karlsøy vom Pfarrer Alfred Eriksen gegründet. Ihre erste Ausgabe erschien am 10. Januar 1902. Die Webpräsenz von Nordlys ist eine der zehn größten Internetzeitungen in Norwegen.
Nordlys entspricht eher einer linken als einer bürgerlichen Zeitung. Seit dem letzten Chefredakteurwechsel setzt sie jedoch mehr als zuvor auf einen boulevardjournalistisch geprägten Stil.